# ポッツィー
ポッツィー（POZZIE）は、イタリアのアニメーションである。
1話あたり1分30秒で全13話の版と、1話5分で全4話の版が存在する。
日本では、NHK教育のニャンちゅうワールド放送局やいないいないばあっ!内で放送された事がある。

## スタッフ
- 制作：ミッセーリ・スタジオ